# Union sportive de Séléa
Maillots
L'Union sportive de Séléa (en arabe : إتحاد سيليا), plus couramment abrégé en US Séléa, est un club comorien de football basé à Séléa sur l'île de Grande Comore.

## Palmarès
| Compétitions nationales                       |
| --------------------------------------------- |
| - Coupe des Comores (1) : - Vainqueur : 1986. |